# نظریه ارزش افزوده
نظریه ارزش افزوده (با عنوان نظریه فشار اجتماعی نیز شناخته می‌شود) یک نظریه جامعه‌شناختی است که برای اولین بار توسط نیل اسملسر در سال ۱۹۶۲ ارائه شد. طبق این نظریه شرایط خاصی برای رشد یک جنبش اجتماعی مورد نیاز است.

## خلاصه نظریه
نیل اسملسر، جنبش‌های اجتماعی را از عوارض  تغییرات سریع جتماعی می‌دانست. او استدلال کرد که شش چیز برای ظهور رفتار جمعی لازم و کافی است،  و اینکه جنبش های اجتماعی باید طی مراحل زیر تکامل یابند:
- کمک کننده ساختاری: ساختار جامعه باید به گونه ای سازماندهی شده باشد که برخی اقدامات اعتراضی احتمال بیشتری پیدا کند.
- فشار ساختاری: باید فشاری بر جامعه وجود داشته باشد که ناشی از عوامل مرتبط با ساختار نظام اجتماعی فعلی است، مانند نابرابری یا بی عدالتی، و صاحبان قدرت موجود ناتوان از حل مشکل باشند یا تمایلی به حل مشکل نداشته باشند.
- باور تعمیم یافته: این فشار باید به وضوح تعریف شود، و توسط شرکت کنندگان در اقدام گروهی درک شده و مورد توافق قرار گیرد.
- عوامل شتاب دهنده: رویداد یا رویدادهایی باید رخ دهد که به عنوان جرقه عمل کرده و شعله این اقدام را شعله‌ور می‌کنند.
- بسیج برای اقدام: شرکت کنندگان باید شبکه و سازمانی داشته باشند که به آنها امکان اقدام جمعی را بدهد.
- عملیات (شکست) کنترل اجتماعی: مقامات یا واکنش نشان خواهند داد یا واکنش نشان نخواهند داد. سطوح بالای کنترل اجتماعی توسط صاحبان قدرت، مانند سیاستمداران یا پلیس، اغلب دستیابی به اهداف جنبش های اجتماعی را دشوارتر می‌کنند.

## در علوم دانشگاهی
مفهوم ارزش افزوده در حوزه اقتصاد نیز کاربرد دارد. در این مورد به ارزش کل درآمد ایجاد شده توسط یک محصول منهای مصرف میانی اشاره می شود.

## نقد
منتقدان نظریه ارزش افزوده خاطرنشان می‌کنند که این نظریه بیش از حد بر رویکرد ساختاری-کارکردی متمرکز است، زیرا تمام فشارهای وارده بر جامعه را مخرب می‌داند.